# برادران کارامازوف (فیلم ۱۹۴۷)
برادران کارامازوف (ایتالیایی: I fratelli Karamazoff) فیلمی ایتالیایی در ژانر درام تاریخی به کارگردانی جاکومو جنتیلومو با بازی فوسکو جاکتی، لامبرتو پیکاسو و ماریه‌لا لوتی محصول سال ۱۹۴۷ است. این فیلم بر اساس رمانی به همین نام اثر فیودور داستایفسکی ساخته شده‌است. این فیلم برنده دو روبان نقره‌ای برای بهترین فیلمنامه و بهترین موسیقی فیلم شد.

## کتابشناسی
- Luca Barattoni. Italian Post-Neorealist Cinema. Edinburgh University Press, 2013.